# Lev Polyakov
Lev Alexandrovich Polyakov (24 de abril de 1927, Morshansk, província de Tambov, URSS - 26 de janeiro de 2001, Moscou, Rússia) - ator de teatro e cinema soviético e russo. Artista do Povo da Federação Russa (1996).

## Biografia
Lev Polyakov nasceu em 24 de abril de 1927 em Morshansk .
Inicialmente, Lev Aleksandrovich Polyakov sonhava com uma carreira militar. Ele estudou na escola técnica de aviação e depois na Escola Superior Naval de Baku. Mas a atuação amadora e o amor pelo teatro decidiram a escolha pela profissão de ator. Polyakov entrou na Escola de Teatro de Arte de Moscou e tocou no BDT por 2 anos .
Em meados da década de 1950, Lev Polyakov começou a atuar ativamente em filmes.
Em 1958 ele se formou na VGIK (oficina de Sergei Gerasimov e Tamara Makarova ) e entrou no Film Actor Theatre Studio .
Lutou com um golpe. O ator morreu aos 74 anos de um derrame em 26 de janeiro de 2001 em uma das clínicas da capital. Três anos antes, em 1998, seu único filho Nikita e sua esposa Inna Vykhodtseva desapareceram na República Dominicana durante o tsunami .
A urna com as cinzas do ator foi enterrada em um columbário no cemitério de Vagankovsky.

## Família
- Esposa - atriz do Teatro-Estúdio do ator de cinema Inna Vykhodtseva
- Filho Nikita (1960-1998), tradutor, formado pelo Instituto Maurice Thorez. Ele morreu na República Dominicana durante o tsunami em 1998.

## Filmografia
- 1957 : Histórias sobre Lenin são encomendadas por Baryshev
- 1958 : Ataman Kodr - Todor Tobultok
- 1958 : O Caso do "Motley" - Rastyagaev
- 1958 : Road to the Festival (curta)
- 1960 : Midshipman Panin - oficial georgianos
- 1961 : Duas Vidas - Nikolai Ignatiev
- 1962 : Colegas - Dr. Stolbov
- 1962 : Balada Gussar - Peter Pelyov
- 1964 : Os mísseis não devem decolar - Sargento do Exército dos EUA Eugene
- 1964 : Wick (episódio nº 19 "Berries") - noivo
- 1964 : Fuga do Paraíso - Pavel
- 1965 : A Última Noite no Paraíso - Pavel
- 1965 - 1967 : Guerra e Paz - Lauriston
- 1965 : Como você se chama agora? — Peter Sizov / Paul Krause
- 1965 : Sobre o que a taiga estava calada - Padre Nikolai
- 1966 : Dias alegres de Rasplyuev - policial de Kachala
- 1966 : Mel selvagem - chefe da expedição geológica
- 1966 : Tiro - Major
- 1967 : Nikolai Bauman - Evgeny Kotov
- 1967 : The Places Are Quiet - Tom, American Sailor (sem créditos)
- 1967 : Sergei Lazo - Vishnyakov
- 1968 : Mão de diamante - capitão do navio "Mikhail Svetlov"
- 1968 : Crash - Zipunov , Savinkovets
- 1968 : Novas aventuras do indescritível - um oficial de chapéu
- 1968 : Uma Chance em Mil - Otto
- 1968 : Escudo e espada - Major Gerlach, vice-chefe da escola Abwehr
- 1968 - 1972 : Libertação - General Andrey Grechko
- 1969 : Ajudante de Sua Excelência - Zagladin
- 1969 : Montanhas, montanhas , minha estrela é uma amante em filmes mudos
- 1970 : Waterloo ( Itália , URSS) - Kellerman (sem créditos)
- 1970 : Carrossel - Anatole, noivo da princesa Bibulova
- 1970 : O trem para amanhã - um funcionário do Conselho de Comissários do Povo
- 1970 : Mensageiros da Eternidade - Capitão
- 1970 : Coração da Rússia - Bolchevique em Smolny (sem créditos)
- 1971 : A Coroa do Império Russo, ou Elusive Again - Oficial Caolho
- 1971 : O preço dos segundos rápidos - episódio
- 1971 : As sombras desaparecem ao meio -dia - Anisim Shatrov
- 1972 : O Último Guia - episódio
- 1972 : Sveaborg - Grão-Duque Nikolai Nikolaevich
- 1973 : E no Oceano Pacífico... - Semyon
- 1973 : Oceano - Svetlichny Andrey Pavlovich, capitão do segundo escalão
- 1973 : Parada (curta)
- 1974 : Chamado Eterno - Membro do Bureau (sem créditos)
- 1974 : Livre - arbítrio (curta)
- 1975 : A Corrida do Sr. McKinley - Amigo do McKinley
- 1975 : Não pode ser! (conto "Crime e Castigo") - investigador
- 1976 : A Vida e Morte de Ferdinand Luce como Kurt, o Homem de Bauer
- 1977 : Frente por linha de frente - Friedrich von Bützow, engenheiro tenente-coronel alemão
- 1977 : Incógnito de São Petersburgo - gendarme
- 1978 : Temporada de veludo (URSS, Suíça ) - François, assistente de Nicholas
- 1979 : Pequenas Tragédias - Espectadores no Teatro
- 1980 : Labirinto da noite - maitre d'
- 1980 : Caso contrário é impossível - um participante da reunião
- 1980 : Casket of Mary Medici - perito forense Nikolai Ivanovich Krelin
- 1981 : Frente atrás das linhas inimigas - Friedrich von Bützow, um engenheiro alemão que se tornou um oficial de inteligência soviético
- 1983 : Domingo Ansioso - comandante da brigada de incêndio naval Chelobov
- 1984 : História europeia - jornalista
- 1984 : Almas Mortas - Vice-Governador
- 1984 : Despedida - Ministro Andrei Ivanovich
- 1985 : Perigoso para a vida! - tenente-coronel, chefe do departamento de polícia
- 1985 : Shores in the fog (URSS, Bulgária ) - Akulinichev
- 1985 : Bagration - episódio
- 1985 : Will - soldado
- 1986 : Cara a Cara - Cairns
- 1986 : Tempo para os filhos - Kovalenko
- 1987 : Zagon (URSS, Síria ) - chefe da guarda pessoal do presidente
- 1987 : Kreutzer Sonata - parente no casamento
- 1988 : Pilotos ( URSS , Tchecoslováquia ) - episódio
- 1989 : Detetive particular, ou Operação "Cooperação" - N. I. Okayomov
- 1989 : Mayhem - Throaty
- 1990 : Meninos - médico
- 1991 : Como você vive, carpa? - Gleb, vizinho no país
- 1992 : Piratas do Ar - episódio
- 1995 : Jovem camponesa - Lev Dmitrich Kolbin

## Atuação de voz
- 1975  - Convidados não convidados ( Georgia-film ) - Guitarra principal (papel de Ramaz Chkhikvadze)
- 1973  - Tailwind ( URSS , Checoslováquia ) - Rosher (o papel de Joseph Langmiller)
- 1967  - Onde está o terceiro rei? ( Polônia )
- 1962  - Mestre e Servo ( Armenfilm ) (curta) - Cocheiro (papel de Armen Khostikyan)
- 1961  - Divórcio em italiano ( Itália ) - Rosário (o papel de Lando Budzanka)

## Prêmios
- Artista Homenageado da RSFSR (25.07.1988)
- Artista do Povo da Federação Russa (30.08.1996)